# 1956年の相撲
1956年の相撲（1956ねんのすもう）は、1956年の相撲関係の出来事について述べる。

## アマチュア相撲
- 全日本相撲選手権大会で平聖一が史上初の連覇を果たす。

## 大相撲

### できごと
- 1月、初場所、蔵前国技館で15日間。前相撲が復活。協会役員改選で時津風が理事長代理となり、立浪が新理事となる。蔵前国技館でオリンピック選手派遣費募集大相撲。
- 2月、名古屋準本場所15日間、前頭13枚目国登優勝。
- 3月、春場所、大阪府立体育会館で15日間。幕下以下の同点決勝戦復活。
- 5月、夏場所、蔵前国技館で15日間。8日目に昭和天皇観戦。
- 9月、文部省は相撲協会の財団法人の在り方につき、出羽海理事長から説明を求める。花籠部屋で大関若ノ花の長男がちゃんこ鍋でやけど、翌日死亡。蔵前国技館正面入り口前で昭和天皇御製記念碑の除幕式。秋場所、蔵前国技館で15日間。
- 11月、九州準本場所15日間、玉乃海優勝。

### 本場所
- 一月場所（蔵前国技館、8～22日）
幕内最高優勝 : 鏡里喜代治（14勝1敗,3回目）
  - 殊勲賞-成山、敢闘賞-清水川、技能賞-鶴ヶ嶺

十両優勝 : 岩風角太郎（11勝4敗）
- 三月場所（大阪府立体育会館 11～25日）
幕内最高優勝 : 朝汐太郎（12勝3敗,1回目）
  - 殊勲賞-朝汐、敢闘賞-若羽黒、技能賞-鶴ヶ嶺

十両優勝 : 高錦昭應（12勝3敗）
- 五月場所（蔵前国技館、20～6月3日）
幕内最高優勝 : 　若ノ花勝治（12勝3敗,1回目）
  - 殊勲賞-鳴門海、敢闘賞-大晃、技能賞-琴ヶ濱

十両優勝 : 太刀風義経（11勝4敗）
- 九月場所（蔵前国技館、18～10月2日）
幕内最高優勝 : 鏡里喜代治（14勝1敗,4回目）
  - 殊勲賞-玉乃海、敢闘賞-三根山、技能賞-若羽黒

十両優勝 : 大田山一朗（12勝3敗）

## 誕生
- 2月24日 - 拓郎（元・立呼出、所属：三保ヶ関部屋→春日野部屋）[1]
- 3月21日 - 板井圭介（最高位：小結、所属：大鳴戸部屋、+ 2018年【平成30年】）[2]
- 3月29日 - 若の富士昭一（最高位：前頭2枚目、所属：九重部屋→井筒部屋→九重部屋）[3]
- 4月18日 - 巨砲丈士（最高位：関脇、所属：二所ノ関部屋→大鵬部屋）[4]
- 5月5日 - 牛若丸悟嘉（最高位：十両8枚目、所属：伊勢ヶ濱部屋）
- 5月11日 - 三杉磯拓也（最高位：前頭2枚目、所属：花籠部屋→放駒部屋、年寄：峰崎）[5]
- 7月19日 - 佐田の海鴻嗣（最高位：小結、所属：出羽海部屋）[6]
- 8月16日 - 斉須稔（最高位：前頭2枚目、所属：伊勢ヶ濱部屋）[7]
- 8月17日 - 王湖伊津男（最高位：前頭14枚目、所属：友綱部屋、+ 2013年【平成25年】）[8]
- 10月28日 - 花龍真吾（最高位：十両12枚目、所属：花籠部屋→放駒部屋）
- 10月29日 - 大徹忠晃（最高位：小結、所属：二所ノ関部屋）[9]
- 10月30日 - 若筑波茂（最高位：十両8枚目、所属：高砂部屋）
- 12月7日 - 鳳凰倶往（最高位：関脇、所属：二所ノ関部屋、+ 2013年【平成25年】）[10]

## 死去
- 2月3日 - 射水川健太郎（最高位：小結、所属：稲川部屋→高砂部屋、年寄：若松、* 1894年【明治27年】）[11]
- 2月6日 - 吉野山要次郎（最高位：前頭筆頭、所属：立浪部屋、年寄：中川、* 1896年【明治29年】）[12]
- 2月26日 - 久能山長五郎（最高位：十両5枚目、所属：宮城野部屋、* 1908年【明治41年】）
- 5月24日 - 大蛇山酉之助（最高位：前頭筆頭、所属：錦島部屋、年寄：錦島、* 1897年【明治30年】）[13]
- 11月16日 - 鳳谷五郎（第24代横綱、所属：宮城野部屋→勝ノ浦部屋→宮城野部屋、年寄：宮城野、* 1887年【明治20年】）[14]